# 대한성공회 출판부

## 대한성공회 출판부 소개
16세기 종교개혁 때 분리된 영국성공회의 한국 교구로, 1889년 9월 29일 주교 고요한(Corfe, C. J.)에 의하여 설립되었다. 예배와 풍습은 천주교와 유사한 부분이 있으나, 교리와 관행은 개혁교회의 성격을 띠는 교회이다.
천주교나 정교회처럼 주교제도의 전통을 지키고 있으나, 천주교와 같은 세계적 중앙기구나 헌장은 없다. 주교, 사제, 부제 등 호칭은 천주교와 같으나 성직(聖職)에 대한 상호 인정은 하지 않는다. 또한, 2년마다 열리는 세계성공회중앙협의회와 세계교회협의회(WCC)·아시아교회협의회(CCA), 국내적으로는 한국기독교교회협의회(NCCK)에 참여하여 기독교 종파일치를 위하여 노력하고 있으며, 천주교와의 일치를 위한 국제 성공회―로마 가톨릭 일치선교위원회( IARCCUM)를 구성하고 있다.

### 대한성공회의 선교이념은,
- 역사가 교회에 요구하는 사회정의와 인권, 인간화와 의로운 개혁에 대한 예언자적 사명을 이념으로 정치·사회·경제·문화 등 여러 분야에서 하느님의 뜻을 증거함으로써 교회가 ‘선교를 위한 공동체’로서 연합하고자 노력하고,

- 주체적인 교회로서 세계의 모든 교회와 유대를 강화하며 신앙적 고백과 경험을 서로 나누는 ‘선교동역자’로서의 책임을 다하고,

- 교회중심주의나 교파주의를 떠나서 이 시대에 예수 그리스도를 올바르게 증언하기 위하여 교회를 개방하고, 기독교의 타교파와의 일치운동을 벌이는 것은 물론, 타종교와의 대화도 모색한다는 것이다.

## 대한성공회 출판부
성공회출판부는 대한성공회의 출판부다. 최근에 스마트스토어를 열고 다양한 책을 출간하기 시작했다.
온라인 스토어: https://smartstore.naver.com/skhnews21
서울특별시 중구 세종대로19길 16 (정동 3번지)에 위치하고 있다. Tel: 02-736-6990

## 활동 분야
- 교회달력, 성서정과, 성공회 기도서 등의 성공회관련 모든 인쇄물 제작
- 성공회 신문 제작

## 같이 보기
- 대한성공회